# Rogier Jansen
Rogier Jansen (Ámsterdam, Holanda, 29 de agosto de 1984) es un baloncestista holandés que está sin equipo tras jugar en el Club Ourense Baloncesto de la LEB Oro y juega en la Selección de baloncesto de los Países Bajos. Con una altura de 188 cm su posición en la cancha es la de escolta.

## Trayectoria
Hansen es un "producto" de la escuela de baloncesto de Ámsterdam donde inició su carrera antes de convertirse en profesional. Es hijo de Jan Willem Jansen, que fue un entrenador muy reconocido en los Países Bajos (llegó a ser Entrenador del Año) y en Bélgica y sería "Coordinador de Top Sport" de la Federación Holandesa de Baloncesto. 
Más tarde, se convertiría en un jugador con una gran experiencia en el baloncesto holandés con el que conseguiría dos ligas, la primera con el Donar Groningen en la temporada 2003–04 y otra con el EiffelTowers Den Bosch en la temporada 2011-12. 
El escolta formaría parte durante tres temporadas del ZZ Leiden y en la última temporada (2016-17) jugó 36 partidos con una media de 10,8 puntos, 2,4 rebotes y 4,7 asistencias.
El 2017, llega a España para jugar en las filas del Club Baloncesto Clavijo de la LEB Oro.